# Arquidiocese de Port of Spain
A Arquidiocese de Port of Spain (em latim: Archidiœcesis Portus Hispaniæ) é uma arquidiocese metropolita de rito romano da Igreja Católica no Caribe. A arquidiocese abrange a totalidade de Trinidad e Tobago. É responsável pelas dioceses sufragâneas de Bridgetown, Georgetown, Paramaribo, Kingstown e Willemstad, e é membro do Conferência Episcopal das Antilhas.
A arquidiocese de Port of Spain foi originalmente erigida como um vicariato apostólico em 1818 e elevada a Arquidiocese em abril de 1830.

## Líderes
|                          | Nome                             | Período    | Notas                                |
| Arcebispos               | Arcebispos                       | Arcebispos | Arcebispos                           |
| ------------------------ | -------------------------------- | ---------- | ------------------------------------ |
| 11º                      | Charles Jason Gordon             | 2017-      | Atual                                |
| 10º                      | Joseph Everard Harris, C.S.Sp    | 2011-2017  |                                      |
| 9º                       | Edward Joseph Gilbert, C.SS.R.   | 2001–2011  |                                      |
| 8º                       | Gordon Anthony Pantin, C.S.Sp.   | 1967–2000  |                                      |
| 7º                       | Patrick Finbar Ryan, O.P.        | 1940–1966  |                                      |
| 6º                       | John Pius Dowling, O.P.          | 1909–1940  |                                      |
| 5º                       | Patrick Vincent Flood, O.P.      | 1889–1907  |                                      |
| 4º                       | Joachim-Hyacinthe Gonin, O.P.    | 1863–1889  |                                      |
| 3º                       | Ferdinand English                | 1860–1862  |                                      |
| 2º                       | Vincent Spaccapietra             | 1855–1859  |                                      |
| 1º                       | Richard Patrick Smith            | 1850–1852  |                                      |
| Arcebispo-coadjutor      |                                  |            |                                      |
|                          | Joseph Everard Harris, C.S.Sp    | 2011       |                                      |
|                          | Patrick Finbar Ryan, O.P.        | 1937-1940  |                                      |
|                          | George Vincent King, O.P.        | 1885-1886  |                                      |
|                          | Thomas Raymond Hyland, O.P.      | 1882-1884  |                                      |
|                          | William Dominic O’Carroll, O.P.  | 1874-1880  |                                      |
| Bispo                    |                                  |            |                                      |
| 3º                       | Richard Patrick Smith            | 1844–1850  |                                      |
| 2º                       | Daniel McDonnell                 | 1828–1844  |                                      |
| 1º                       | James Buckley                    | 1819–1828  |                                      |
| Bispos coadjutores       |                                  |            |                                      |
|                          | Patrick Vincent Flood, O.P.      | 1887-1889  |                                      |
|                          | Richard Patrick Smith            | 1837-1844  |                                      |
| Bispos auxiliares        |                                  |            |                                      |
|                          | Robert Anthony Llanos            | 2013-2018  | Nomeado Bispo de São João-Basseterre |
|                          | John Mendes                      | 1988-2002  |                                      |
|                          | William Michael Fitzgerald, O.P. | 1958-1971  |                                      |
| Administrador apostólico |                                  |            |                                      |
|                          | William Michael Fitzgerald, O.P. | 1966-1968  | Bispo auxiliar da mesma              |
|                          | Michael Monaghan                 | 1852-1855  | Bispo de Rosseau                     |